# سرفيل إفريقي
سرفيل أفريقي (الاسم العلمي:Anthriscus africana) هو نوع من النباتات يتبع جنس السرفيل الأنطرسكي من الفصيلة الخيمية.